# Kamatero
Kamatero (Grieks en Katharevousa: Καματερόν, Kamateron), Officiële naam volgens het Ministerie van Binnenlandse Zaken Demotisch: Καματερό, is een plaats en gemeente in de Griekse regio Attica, in het departement Athene. De gemeente telt 22.234 inwoners.